# Santa Terezinha (Paraíba)
Santa Terezinha é um município brasileiro localizado na Região Geográfica Imediata de Patos, estado da Paraíba. De acordo com o IBGE (Instituto Brasileiro de Geografia e Estatística), no ano de 2017 sua população foi estimada em 4.573 habitantes. Área territorial de 358 km². Integra a Região Metropolitana de Patos.
Parte do município está incluída na área do Parque Nacional da Serra do Teixeira, um parque nacional e unidade de conservação brasileira de proteção integral à natureza, que além de Santa Terezinha, estende-se por outros 11 municípios alcançando uma área total de 61 095 hectares.

## Geografia
O município está incluído na área geográfica de abrangência do semiárido brasileiro, definida pelo Ministério da Integração Nacional em 2005. Esta delimitação tem como critérios o índice pluviométrico, o índice de aridez e o risco de seca.

### Clima
Dados do Departamento de Ciências Atmosféricas, da Universidade Federal de Campina Grande, mostram que Santa Terezinha apresenta um clima com média pluviométrica anual de 839.1 mm e temperatura média anual de 25.2 °C.
| Dados climatológicos para Santa Terezinha     | Dados climatológicos para Santa Terezinha | Dados climatológicos para Santa Terezinha | Dados climatológicos para Santa Terezinha | Dados climatológicos para Santa Terezinha | Dados climatológicos para Santa Terezinha | Dados climatológicos para Santa Terezinha | Dados climatológicos para Santa Terezinha | Dados climatológicos para Santa Terezinha | Dados climatológicos para Santa Terezinha | Dados climatológicos para Santa Terezinha | Dados climatológicos para Santa Terezinha | Dados climatológicos para Santa Terezinha | Dados climatológicos para Santa Terezinha |
| Mês                                           | Jan                                       | Fev                                       | Mar                                       | Abr                                       | Mai                                       | Jun                                       | Jul                                       | Ago                                       | Set                                       | Out                                       | Nov                                       | Dez                                       | Ano                                       |
| --------------------------------------------- | ----------------------------------------- | ----------------------------------------- | ----------------------------------------- | ----------------------------------------- | ----------------------------------------- | ----------------------------------------- | ----------------------------------------- | ----------------------------------------- | ----------------------------------------- | ----------------------------------------- | ----------------------------------------- | ----------------------------------------- | ----------------------------------------- |
| Temperatura máxima média (°C)                 | 33,6                                      | 32,6                                      | 31,9                                      | 31,4                                      | 30,6                                      | 29,8                                      | 29,8                                      | 31,3                                      | 32,7                                      | 34,0                                      | 34,5                                      | 34,4                                      | 32,2                                      |
| Temperatura média (°C)                        | 26,4                                      | 25,8                                      | 25,3                                      | 25,1                                      | 24,5                                      | 23,7                                      | 23,5                                      | 24,0                                      | 25,1                                      | 26,0                                      | 26,4                                      | 26,6                                      | 25,2                                      |
| Temperatura mínima média (°C)                 | 21,3                                      | 21,0                                      | 20,9                                      | 20,6                                      | 20,0                                      | 19,1                                      | 18,3                                      | 18,4                                      | 19,5                                      | 20,3                                      | 20,8                                      | 21,3                                      | 20,1                                      |
| Precipitação (mm)                             | 69,8                                      | 147,5                                     | 220,7                                     | 236,9                                     | 70,4                                      | 28,8                                      | 16,9                                      | 2,3                                       | 4,1                                       | 6,8                                       | 7,7                                       | 26,7                                      | 839,1                                     |
| Fonte: Departamento de Ciências Atmosféricas. |                                           |                                           |                                           |                                           |                                           |                                           |                                           |                                           |                                           |                                           |                                           |                                           |                                           |

### Bairros
- Centro
- Pedregal

### Hidrografia
Açudes
- Barragem de Capoeira

## Cultura
Em relação à cultura, o município realiza uma das maiores festividades juninas da Paraíba, pelo menos em quantidade de dias, superando o "Maior São João do Mundo" em Campina Grande. Santa Teresinha teve em 2016, de 1º de junho até 3 de julho, 33 dias de festa e em toda a estrutura do evento, a prefeitura investiu em torno de R$ 60 mil reais.